# ボジダール・ペトロヴィッチ
ボジダール・ペトロヴィッチ（Bozidar "Bosko" Petrovich 1911年4月7日 - 1937年7月12日）は、スペイン内戦で活躍したユーゴスラビア出身のエース・パイロットである。通称「ボスコ」。

## 生涯
1911年4月7日に、ブルガリアの境界の近くの東セルビア、ベーラパランカ近く生まれ、地元の学校を卒業した後、法学生として ベオグラード大学へ入学。
ボスコはベオグラード大学時代からサッカーを始め、全国チームに入団。同時期に、ユーゴスラビア共産党に入党する。大学を卒業した後は、弁護士を志すものの、資金が足りないため、ユーゴスラビア空軍へ入隊。ノビサドで訓練を受け、1936年4月にパイロットの資格を得て卒業。それから間もなくスペイン内戦が始まると、彼はボランティアとしてスペイン共和国の空軍に加わることになった。「フェルナンデス・ガルシア」というスペイン名で偽造パスポートを得て、友人であるスレテン・デュディッチと共に、共和党が収めているスペインの地へ渡る。
到着した翌日の1936年12月26日からボスコとデュディッチの2人はアルベセテ空軍学校に送られて訓練を終えた後、バレンシアの基地から沿岸防御の部隊に配属される。乗機としてフランス製のブレゲー19を与えられ、ボスコはデュディッチの僚機としてこの地を飛び続ける。
しかし、1937年2月14日、デュディッチとボスコの編隊はフランシスコ・フランコの率いる反乱軍の空軍機に攻撃を受け、デュディッチは死亡、ボスコ自身も膝を負傷し、前線からの退避を余儀なくされる。

### エースパイロットへ
短い入院の後、1937年3月に、ボスコは爆撃機パイロットとして復帰するも、彼自身は再び戦闘機パイロットに戻りたいと願っていた。そこで共和党の空軍司令官に彼はこの本音を打ち明けると、この司令官はボスコにカルタヘナでの訓練を持ちかけた。このカルタヘナの地にはソビエトから派遣された義勇軍がおり、ボスコはソビエトのパイロットからI-15戦闘機の操縦法を学んだ後、6月2日にHe51を1機撃墜し、戦闘機パイロットとしての再起の道を歩んでいく。
彼の部隊はその後、マドリードに移動、7月6日に彼は僚機と共にコンドル軍団のDo17を撃墜する。その日の夜と、翌日にも彼はCR.32を一機ずつ撃墜し、次々にスコアを伸ばしていった。7月12日の朝には、ボスコはHe111をソビエト軍パイロット共に撃墜し、公認撃墜数は4機目となる。
しかし、この日の夜は地獄となる。12日の午後5時、マドリードに迫った反乱軍であるナショナリスト空軍機を迎撃するために、ボスコはソビエト人パイロットに混じって出撃。この激しい戦闘中にナショナリスト空軍のトップエースであるホアキン・ガルシア＝モラトの機から攻撃を受け、ボスコの乗機は故障。機体の制御が利かないまま、地上に激突、彼は戦死した。しかし、この夜戦でCR.32を1機撃墜しており、エースパイロットの仲間入りを果たしている。彼の最終スコアは、公認撃墜数が5~7機とされている。非公式の撃墜数を加えると、8機撃墜したことになる。